# MGM Resorts International
MGM Resorts International ist ein börsennotiertes US-amerikanisches Unternehmen, das Hotels und Spielcasinos betreibt. Das Unternehmen hat seinen Sitz in Paradise.

## Geschichte
Das Unternehmen entstand im Jahr 2000 aus der Übernahme des Mitbewerbers Mirage Resorts aus dem Besitz von Steve Wynn durch den Casino- und Hotelbetreiber MGM Grand unter dem Namen MGM Mirage. Die Geschichte von MGM Grand wiederum begann im Jahr 1969, als der US-amerikanische Investor Kirk Kerkorian das Hollywood-Filmstudio Metro-Goldwyn-Mayer (MGM) mehrheitlich übernahm und wenig später in Las Vegas unter der Marke MGM das erste Casino-Hotel, das heutige Horseshoe Las Vegas, eröffnete. Aus dieser Keimzelle entstand das Unternehmen MGM-Grand, an welchem Kerkorian die Aktienmehrheit behielt, als er das Filmgeschäft verkaufte.
Durch die Übernahme von Mirage Resorts kamen unter anderem die Casino-Hotels Bellagio und Mirage in Las Vegas in den Besitz des nunmehr in MGM Mirage umbenannten Unternehmens. Im Jahr 2004 kam es zu einer weiteren Übernahme. Ziel war der Mitbewerber Mandalay Resort Group, zu dessen Portfolio unter anderem die Casino-Hotels Mandalay Bay, Luxor und Excalibur in Las Vegas gehörten. 2008 wurde das Casino-Hotel Treasure Island in Las Vegas verkauft.
Heute ist das Unternehmen nach dem Mitbewerber Caesars Entertainment der zweitgrößte Casinobetreiber der Welt mit mehreren Standorten weltweit.

MGM Mirage-Logo

Am 15. Juni 2010 stimmten die Aktionäre einem Namenswechsel zu „MGM Resorts International“ zu. Die Unternehmung änderte zusammen mit dem Namen ihr Business-Modell von einem reinen Casino-Betrieb auf einen größeren Fokus im Immobilienmarkt.
Ein Beispiel für die Neuausrichtung ist die Lancierung des CityCenters, einem rund 8.5 Milliarden USD teuren Komplex aus Casinos, Hotels, Eigentumswohnungen und Einzelhandelsflächen. Das CityCenter befindet sich auf einem 31 Hektar großen Grundstück am Las Vegas Boulevard zwischen den Casino-Hotels Monte Carlo und Bellagio.
Chief Executive Officer Jim Murren vermeldete im Mai 2010, dass der Hedgefonds Paulson & Co mit 40 Millionen Aktien (circa 9 %) neu zweitgrößter Aktionär von MGM Resorts International sei.
Im Zuge der COVID-19-Pandemie entließ der Konzern im August 2020 insgesamt 18.000 Mitarbeiter.
Notiert ist die Aktie an der New York Stock Exchange unter dem Kürzel „MGM“.
Im Jahr 2023 wurde MGM Opfer eines Internet-Hackerangriffs mit Ransomware. Die Täter erhielten durch Social Engineering Zugang zu einem Computerkonto eines Angestellten eines externen Informationstechnik-Unternehmens, und erbeuteten mutmaßlich Daten von MGM und Wochen zuvor auch von dem Konkurrenzunternehmen Caesars, um die Unternehmen zu erpressen. MGM verweigerte im Gegensatz zu Caesars die Zahlung. Seit dem 10. September 2023 war MGMs elektronische Infrastruktur offline, worunter neben Spielautomaten unter anderem auch Bankautomaten und Verwaltungsgeräte fielen.

2023 schloss MGM Resorts eine Partnerschaftsvereinbarung mit Marriott International, welche die MGM-Hotels am Las Vegas Strip in die Marriott-Buchungsplattform und das Treueprogramm Marriott Bonvoy integriert.

## MGM Casinos und Hotels

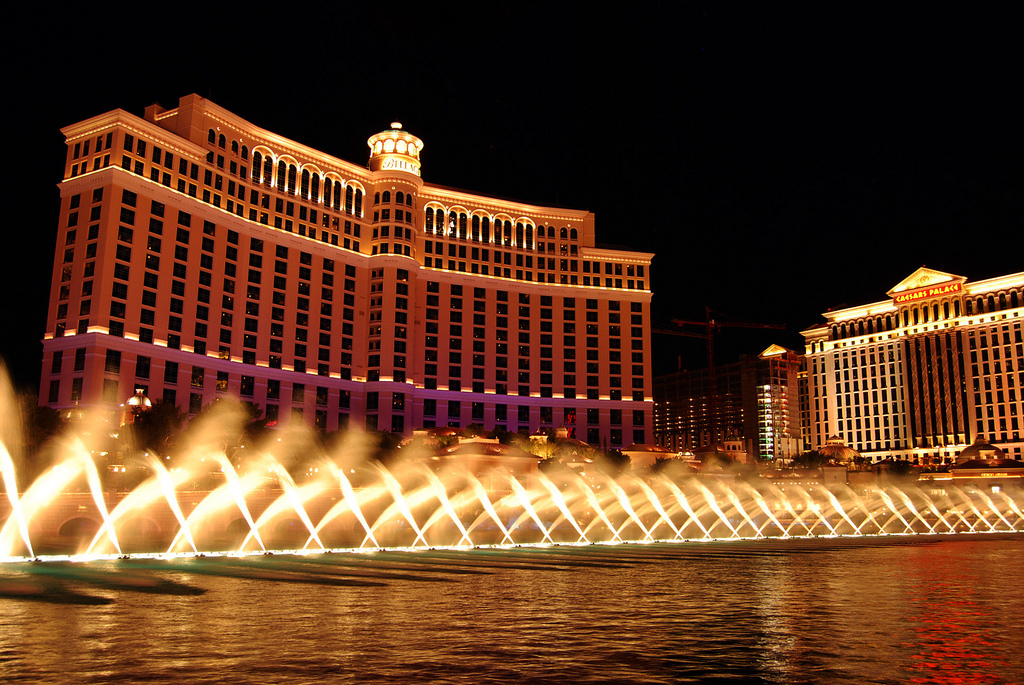
Bellagio in Las Vegas

### Las Vegas
In Las Vegas, der Keimzelle des Unternehmens, gehören aktuell folgende Casinos bzw. Hotels zum Portfolio des Unternehmens:
- Bellagio (nur Betrieb, geleast von Blackstone Group)
- Aria Campus (nur Betrieb, geleast von Blackstone Group)
  - Aria Resort & Casino
  - Veer Towers
  - Vdara
- The Cosmopolitan of Las Vegas (nur Betrieb, geleast von Blackstone Group, Cheng Familiy Trust und Stonepeak Partners)
- Luxor
- Mandalay Bay
  - W Las Vegas
  - Mandalay Bay Convention Center
  - Michelob Ultra Arena
- MGM Grand Las Vegas
  - The Signature at MGM Grand
  - Skylofts at MGM Grand
  - The Mansion at MGM Grand
  - The Signature at MGM Grand
- Park MGM
  - NoMad Las Vegas
- New York-New York
- Excalibur
- T-Mobile-Arena (42.5.%-Anteil)
- Shadow Creek Golf Course

### Restliche USA
- Beau Rivage Hotel and Casino, Biloxi, Mississippi
- Borgata Hotel/Casino and Spa, Atlantic City New Jersey (50%iger Anteil über Marina District Development Corporation)
- Empire City Casino, Yonkers, New York
- Fallen Oak Golf Course, Saucier, Mississippi
- MGM Grand Detroit, Detroit Michigan (98%iger Anteil, Rest bei Partners Detroit, L.L.C.)
- MGM National Harbor, National Harbor, Maryland
- MGM Northfield Park, Northfield, Ohio
- MGM Springfield, Springfield, Massachusetts
- Primm Valley Golf Club, Nipton, Kalifornien

### China
- Diaoyutai MGM Hospitality[8]
  - Bellagio Shanghai – Shanghai

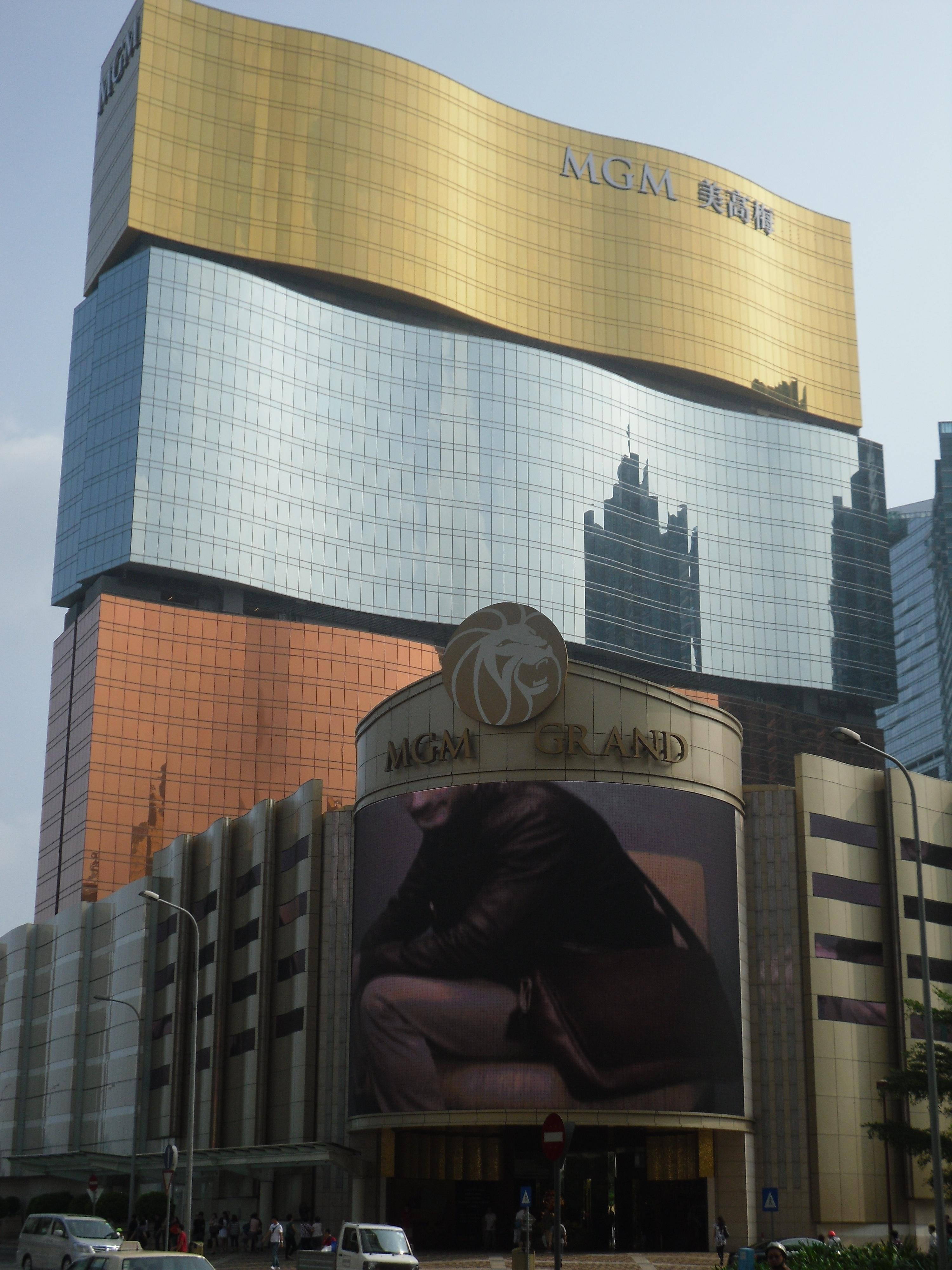
MGM Grand Hotel Macau

  - Diaoyutai Boutique Hotel Chengdu – Chengdu
  - Diaoyutai Hotel Hangzhou – Hangzhou
  - MGM Qingdao – Qingdao
  - MGM Grand Sanya – Sanya
  - MGM Shanghai West Bund – Shanghai
  - MGM Shenzhen – Shenzhen
  - Mhub by MGM Nanjing – Jiangning
- MGM China  – Macau[8]
  - MGM Cotai – Cotai
  - MGM Macau – Sé

### Japan
- Tokyo[8]
- Osaka[8]

### Vereinigte Arabische Emirate
- MGM Dubai
- Aria Dubai
- Bellagio Dubai

### Frühere MGM Casinos und Hotels
- Boardwalk Hotel and Casino – Las Vegas, Nevada
- Circus Circus Las Vegas
  - Adventuredome
  - Slots-A-Fun Casino
- Circus Circus, Reno, Nevada
- Colorado Belle, Laughlin, Nevada
- Desert Inn
- Edgewater, Laughlin, Nevada
- Gold Strike Tunica – Tunica Resorts, Mississippi
- Gold Strike Hotel and Gambling Hall, Jean, Nevada
- Golden Nugget Las Vegas
- Golden Nugget Laughlin
- Grand Victoria Casino Elgin – Elgin, Illinois
- Mandarin Oriental, Las Vegas
- MGM Grand Adventures Theme Park
- MGM Grand Air
- MGM Grand Darwin – Darwin, Northern Territory, Australia
- MGM Grand at Foxwoods
- MGM Grand Ho Tram Strip – Xuyen Moc, Vietnam
- The Mirage
- Nevada Landing Hotel and Casino – Jean, Nevada
- Primm Valley Resorts
- Railroad Pass, Henderson, Nevada
- Sands Hotel and Casino
- Silver Legacy, Reno, Nevada
- The Shops at Crystals
- Treasure Island Hotel and Casino – Las Vegas, Nevada
- Las Vegas Festival Grounds
- Las Vegas Village